# Beaufort (formaggio)

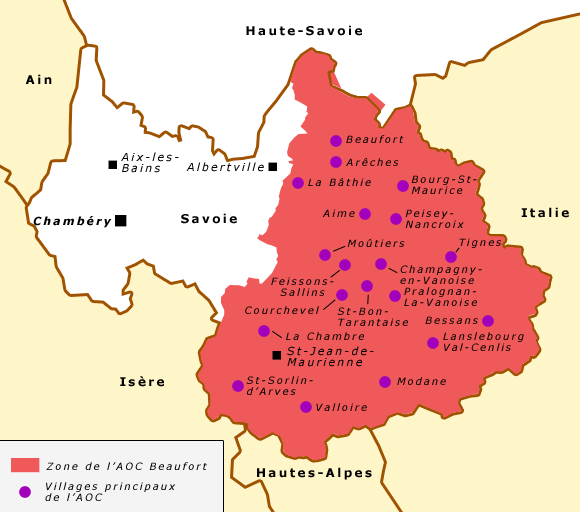
Carta AOC Beaufort

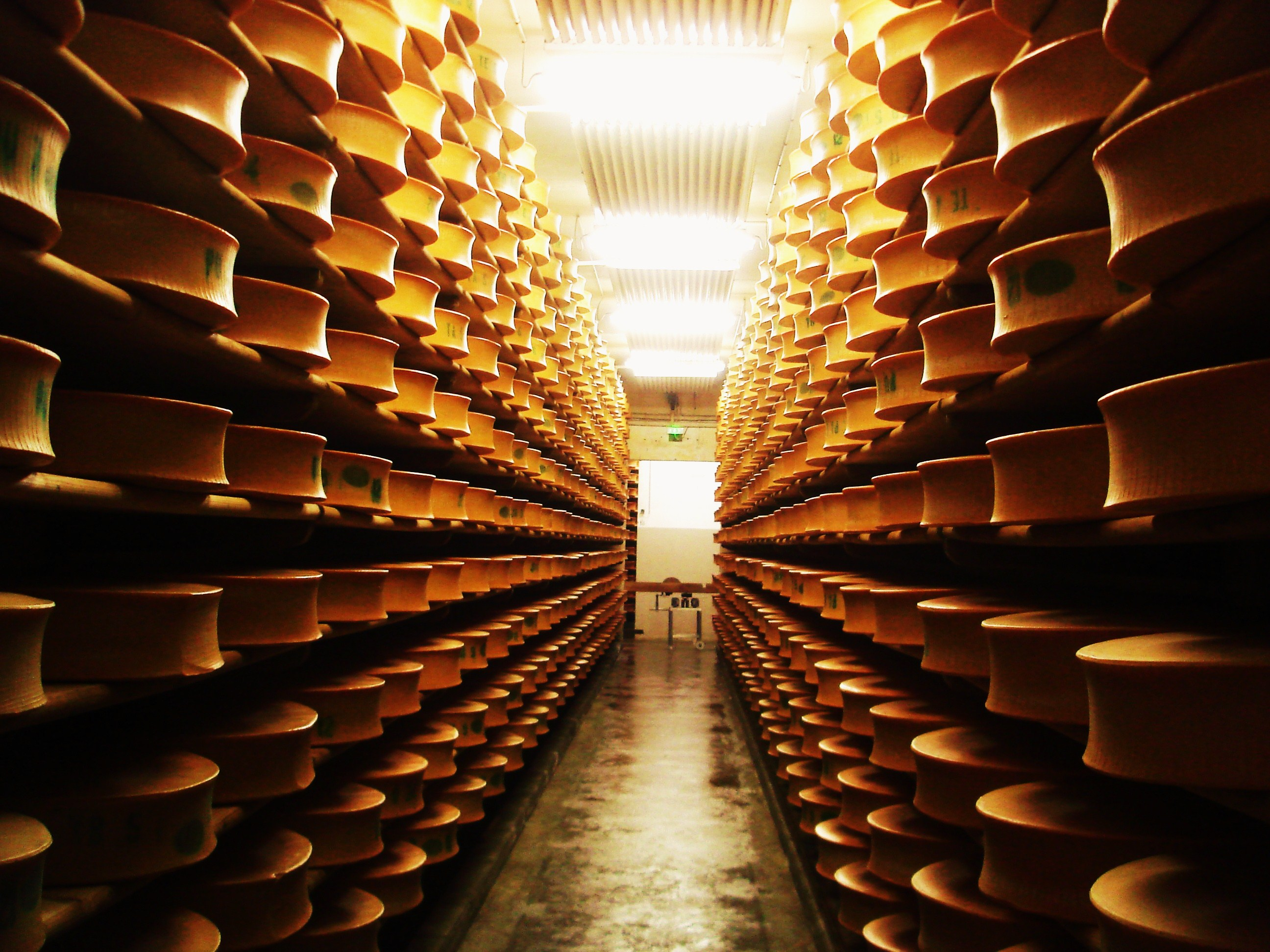
Stagionatura delle forme di Beaufort

Il beaufort è un formaggio francese a pasta pressata da latte crudo di vacca.
Dal 1968 gode del marchio AOC, ossia dell'Appellation d'origine contrôlée.